# Lieja-Bastogne-Lieja 1925
La Lieja-Bastogne-Lieja 1925 fou la 15a edició de la clàssica ciclista Lieja-Bastogne-Lieja. Es va disputar el 14 de juny de 1925 sobre un recorregut de 231 km i fou guanyada pel belga Georges Ronsse, que s'imposà a l'esprint al seu company d'escapada, el també belga Gustaaf Van Slembrouck. Louis Eelen completà el podi en arribar a 8 vuit minuts.

## Classificació final
|    | Ciclista                     | Equip     | Temps      |
| -- | ---------------------------- | --------- | ---------- |
| 1  | Georges Ronsse (BEL)         |           | 7h 52' 00" |
| 2  | Gustaaf Van Slembrouck (BEL) |           | m. t.      |
| 3  | Louis Eelen (BEL)            |           | + 8' 00"   |
| 4  | Armand Van Bruaene (BEL)     |           | + 8' 00"   |
| 5  | Henri Dekeyser (BEL)         |           | + 8' 00"   |
| 6  | Georges Brosteaux (BEL)      |           | + 15' 00"  |
| 7  | Léon Martin (BEL)            | JB Louvet | + 15' 00"  |
| 8  | Julien Vuylsteke (BEL)       |           | + 15' 00"  |
| 9  | Omer Mahy (BEL)              |           | + 16' 00"  |
| 10 | Omer Taverne (BEL)           |           | + 18' 00"  |